# Château d'Auzon
Ne pas confondre avec le château d'Auzon (Lucenay-lès-Aix) dans la Nièvre.
Le château d’Auzon est un château situé dans la ville d’Auzon dans le département de la Haute-Loire en France.

## Histoire
Le château d'Auzon est mentionné comme un castrum dans les sources écrites à la fin du Xe siècle, bien que celles-ci n'offrent que peu d'informations sur ses origines. Il est situé sur un éperon rocheux verrouillant la confluence de deux ruisseaux (Le Gaudarel et L’Auzon), ce qui en fait une position stratégique et facilement défendable. Sa situation permettait de contrôler les principales voies d’accès au plateau du Livradois. La topographie et la localisation du château soulignent son caractère militaire et stratégique, typique des fortifications du haut Moyen Âge, qui servaient également à des fonctions publiques. Bien que sa fondation exacte soit hypothétique, son rôle défensif s’inscrit dans le contexte des premières structures féodales de la région.
Bernard d'Auzon, mentionné en 1078, est le premier seigneur d'Auzon connu. François de Montmorin-St-Hérem acquiert entièrement la seigneurie d'Auzon vers 1537. Le 22 septembre 1589, durant les guerres de Religion, les Ligueurs de Monsieur de Randan (Jean-Louis de La Rochefoucauld, comte de Randan) prennent le château.
Le château est en partie démoli au XVIIe siècle, puis vendu comme bien national à la Révolution et presque entièrement détruit.

## Architecture
Comme beaucoup d’anciens châteaux de défense militaire, le château d'Auzon fit l’objet de nombreux réaménagements au cours des siècles. Il en résulte un site complexe, témoin  de l'enchevêtrement des styles architecturaux correspondant aux différentes campagnes de construction ou d’aménagement.
Bâti à l'extrémité d'un éperon rocheux, le château est entouré d'une enceinte fortifiée. Une tour circulaire protégeait l'enfilade de la courtine.
Du corps de logis il ne reste qu'une tour d'escalier accolée de galeries à arcades, voûtées d'arêtes, qui desservaient les étages.  Un local voûté d'arêtes situé au rez-de-chaussée pourrait être l'ancien oratoire de château. Il est orné d'une peinture murale.
Au XIXe siècle, un logis a été reconstruit sur d'anciennes bases.
Les vestiges du château (le logis à galeries, l'escalier à vis et les caves voûtées ainsi que les restes des fortifications extérieures) ont été inscrits monument historique le 21 août 1989 ; s'y est ajoutée, le 23 mars 1990, la porte fortifiée.
Le château est propriété privée.